# 伊河麻神社
伊河麻神社（いかまじんじゃ）は、静岡県静岡市駿河区にある神社。旧駿河国「五宮」の内の四之宮。
五宮とは富士浅間神社（一之宮）、豊積神社（二之宮）、御穂神社（三之宮）、伊河麻神社（四之宮）、酒瓶神社（五之宮）のことで、延喜式神名帳による。

## 祭神
- 品陀別命[2]（応神天皇[3][4]）

## 歴史

### 創建
白鳳4年（664年、または675年）4月

### 概史
諸郡神階帳には「古はいかめしき御社にぞ有けむ」と記載されている。
永禄頃、武田信玄がもし戦いに勝ったら建物を再建するといって焼いたという。しかし再建されずに、今の社は当時の奥院であるという。

### 神階
諸郡神階帳に正四位下伊賀麻明神とある

## 境内
下記の神社が祭られている。
- 稲荷神社（祭神・保食神）
- 金刀比羅神社（祭神・大物主神）
- 火産女霊神社（祭神・奥津彦神・奥津姫神）

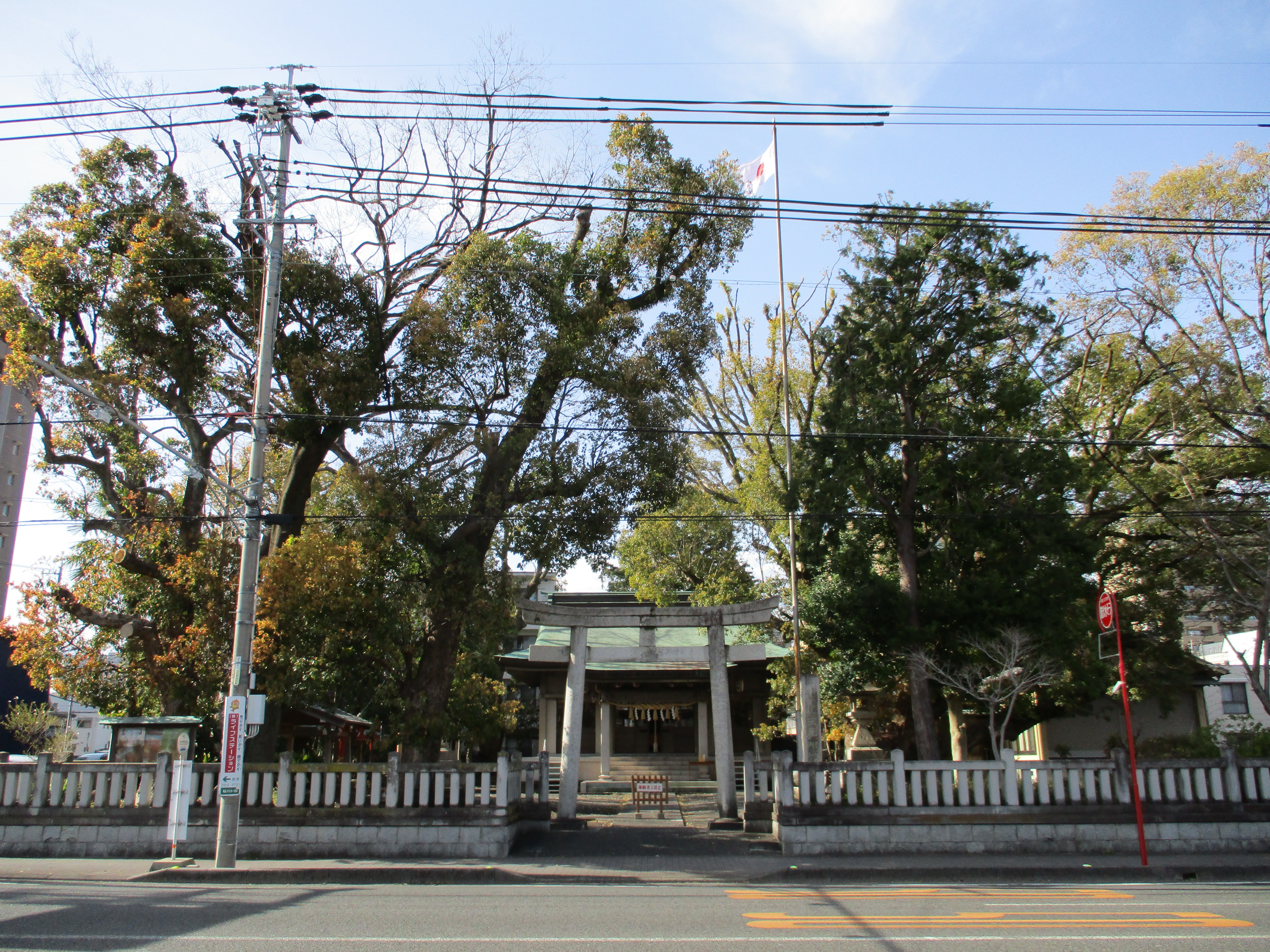
鳥居と境内
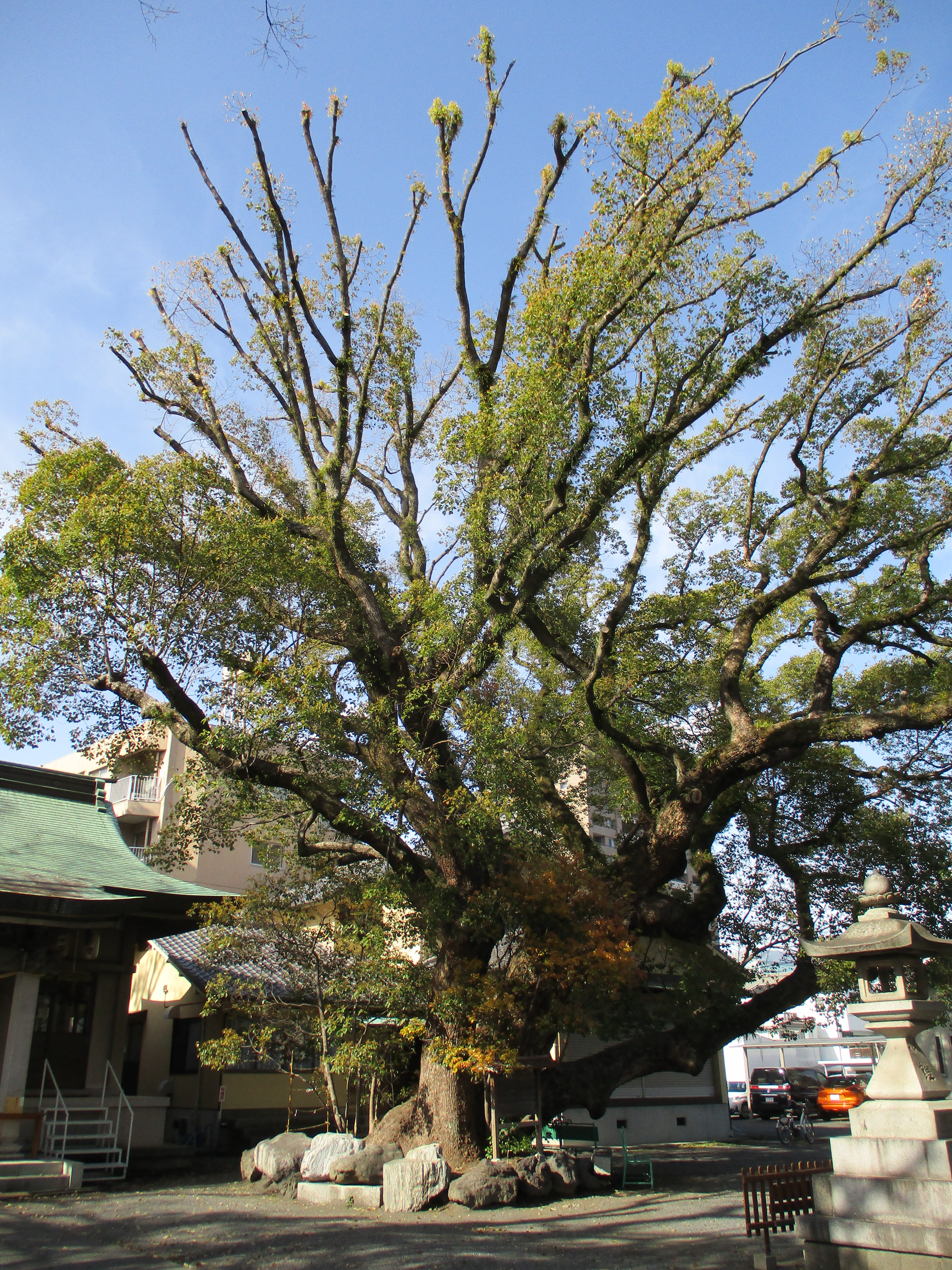
御神木（クスノキ）
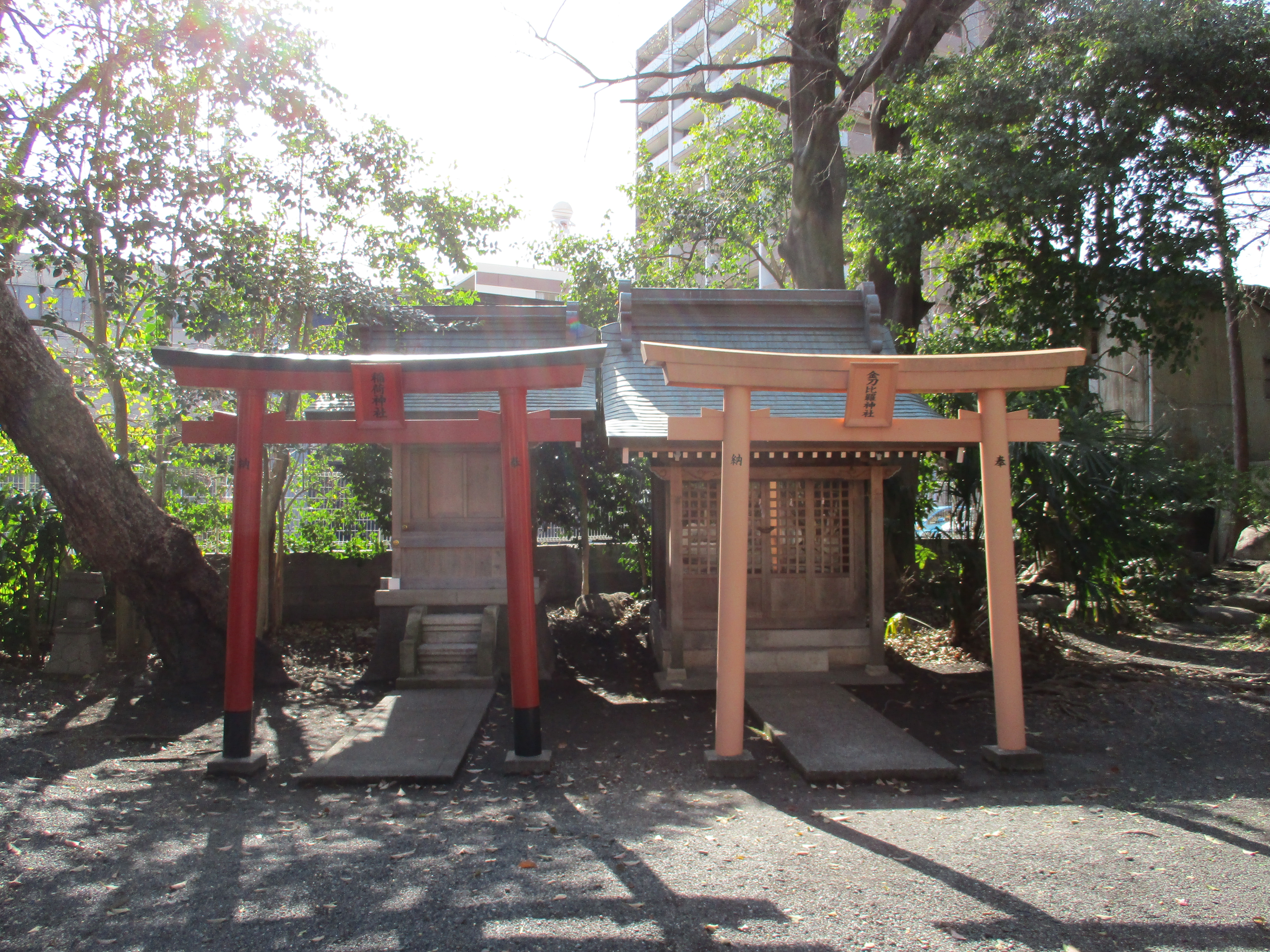
境内社（稲荷神社・金刀比羅神社）

## 祭事
例祭
- 9月15日[3][4]

## その他
資料によって漢字や名称が少し異なる。
- 「駿河國有度郡井河（軻）[4]麻神社[3]」延喜式神名帳
- 「正四位井河麻明神」諸郡神階帳[3]
- 「井鎌大明神」新風土記[4]

## アクセス
JR静岡駅の南方500m、南幹線（県道407号）北側。
- バス停「伊河麻神社」